# Kaiserhammer Forst-Ost
Kaiserhammer Forst-Ost – obszar wolny administracyjnie (gemeindefreies Gebiet) w Niemczech w kraju związkowym Bawaria, w rejencji Górna Frankonia, w regionie Oberfranken-Ost, w powiecie Wunsiedel im Fichtelgebirge. Obszar jest niezamieszkany.